# Bouabdellah Tahri
Bouabdellah „Bob“ Tahri (* 20. prosince 1978, Metz) je francouzský atlet, běžec, jehož specializací je běh na 3000 metrů překážek, tzv. steeplechase.
První úspěch zaznamenal v roce 1997 na juniorském mistrovství Evropy ve slovinské Lublani, kde získal zlatou medaili v závodě na 5000 metrů. Třikrát se kvalifikoval na letní olympijské hry. Největšího úspěchu dosáhl na olympiádě v Pekingu 2008, kde skončil ve finále pátý, v Athénách 2004 byl sedmý. Na HME v Birminghamu 2007 získal stříbrnou medaili v běhu na 3000 metrů. Stejný kov vybojoval také o dva roky později na HME v Turíně.

## Evropský rekord
Je držitelem evropského rekordu. 3. července 2009 zaběhl v rodném městě tříkilometrovou trať s vodním příkopem v čase 8:02,19. 18. srpna 2009 na mistrovství světa v Berlíně navíc čas ve finále vylepšil na hodnotu 8:01,18 a získal bronzovou medaili. Bronz vybojoval již v roce 2006 na evropském šampionátu v Göteborgu. Smolně pro něj skončila účast na evropském šampionátu v Mnichově 2002 a na světovém šampionátu v Paříži 2003, kde shodně doběhl na čtvrtém místě.